# خوان فلور
خوان فلور (انگلیسی: Juan Flere؛ زادهٔ ۱۲ مهٔ ۱۹۹۸) بازیکن فوتبال اهل آرژانتین است.